# Daniele Lavia
Daniele Lavia (Cariati, 4 novembre 1999) è un pallavolista italiano, schiacciatore della Trentino.

## Carriera

### Club
La carriera di Daniele Lavia inizia nella stagione 2014-15 nel Corigliano Volley, in Serie A2, club con il quale resta anche nella stagione successiva, giocando in Serie B1, a seguito della rinuncia della società di partecipare al campionato cadetto. Nella stagione 2016-17 si accasa alla Materdomini di Castellana Grotte, in Serie A2, dove resta per due annate.
Per il campionato 2018-19 si accasa alla Porto Robur Costa di Ravenna, in Superlega: resta legato alla formazione romagnola per due annate, trasferendosi nella stagione 2020-21 al Modena, mentre in quella successiva è alla Trentino, ancora in Superlega, con cui vince la Supercoppa italiana 2021, due scudetti e la Champions League 2023-24.

### Nazionale
Dal 2016 al 2018 viene convocato nella nazionale italiana Under-20, nel 2016 è nella nazionale Under-23, mentre nel 2017 fa parte di quella nazionale Under-19, con cui vince, nello stesso anno, la medaglia d'argento al campionato europeo e quella d'oro al Festival olimpico estivo della gioventù europea. Nel 2019 viene convocato nella nazionale Under-21 conquistando la medaglia d'argento al campionato mondiale, dove viene premiato come miglior schiacciatore.
Nel 2019 ottiene le prime convocazioni nella nazionale maggiore, con cui, nel 2021, vince la medaglia d'oro al campionato europeo, premiato come miglior schiacciatore. Nel 2022 dopo vince l'oro al campionato mondiale, nel 2023 la medaglia d'argento al campionato europeo, dove ottiene ancora una volta il riconoscimento come miglior schiacciatore, e nel 2025 l'argento alla Volleyball Nations League.

## Palmarès

### Club
- Campionato italiano: 2

2022-23, 2024-25
- Supercoppa italiana: 1

2021
- CEV Champions League: 1

2023-24

### Nazionale (competizioni minori)
- Campionato europeo Under-19 2017
- Festival olimpico estivo della gioventù europea 2017
- Campionato mondiale Under-21 2019
- Memorial Hubert Wagner 2023

### Premi individuali
- 2019 - Campionato mondiale Under-21: Miglior schiacciatore
- 2021 - Campionato europeo: Miglior schiacciatore
- 2023 - Campionato europeo: Miglior schiacciatore